# Plecanatide
Plecanatida, vendida sob a marca Trulance, é um medicamento usado para tratar a obstipação idiopática crónica (CIC) e a obstipação devido à síndrome do intestino irritável. É tomado por via oral.
Os efeitos secundários comuns incluem diarreia. O uso não é recomendado em crianças. A segurança na gravidez não é clara. Funciona activando a guanilato ciclase-C, que aumenta a libertação de cloreto e bicarbonato no intestino.
A plecanatida foi aprovada para uso médico nos Estados Unidos em 2017.